# Gary Gilmore
Gary Mark Gilmore (Waco (Texas), 4 december 1940 – Draper (Utah), 17 januari 1977) was de eerste persoon die in de Verenigde Staten ter dood werd gebracht na de herinvoering van de doodstraf in 1976.
Gilmore, een beroepscrimineel, werd op 7 oktober 1976 in Utah tot de dood veroordeeld voor een moord op motelmanager Ben Bushnell in Provo, Utah. Omdat Gilmore niet in beroep wilde gaan, kon de straf zo snel voltrokken worden. De executiewijze mocht hij zelf kiezen: ophanging of het vuurpeloton. Hij koos voor dat laatste.
Gilmore bracht de autoriteiten in verlegenheid door af te zien van elke mogelijkheid om de doodstraf om te zetten in een gevangenisstraf.
Zijn levensloop en executie is uitgebreid beschreven in het boek The executioner's song", van de Amerikaanse schrijver Norman Mailer. (Nederlandse titel: Het lied van de beul.) Het boek leverde in Amerika een flinke bijdrage aan de discussie over de doodstraf en is verfilmd met Tommy Lee Jones in de hoofdrol.
Het leven van de familie Gilmore is beschreven door de jongste broer van Gary, Mikal, popjournalist voor Rolling Stone. Een verslag over een 'family in crime', met als titel A shot in the heart.
De executie vormde de inspiratiebron voor het lied Gary Gilmore's Eyes, vertolkt door de punkband The Adverts in 1977.